# Cesarstwo Niemieckie na Letnich Igrzyskach Olimpijskich 1896
Cesarstwo Niemieckie na Letnich Igrzyskach Olimpijskich 1896 było reprezentowane przez 19 sportowców w 6 różnych dyscyplinach: lekkoatletyce, kolarstwie, gimnastyce, tenisie, podnoszeniu ciężarów i zapasach. Zdobyli oni łącznie 13 medali, w tym 6 złotych.

## Zdobyte medale
| Medal  | Zawodnik | Dyscyplina    | Konkurencja                      | Rezultat                                                                                     | Data        |
| ------ | --- | ------------- | -------------------------------- | -------------------------------------------------------------------------------------------- | ----------- |
| Złoto  | Carl Schuhmann | Gimnastyka    | skok przez konia                 | NO                                                                                           | 9 kwietnia  |
| Złoto  | Conrad Böcker Alfred Flatow Gustav Flatow Georg Hillmar Fritz Hofmann Fritz Manteuffel Karl Neukirch Richard Röstel Gustav Schuft Carl Schuhmann Hermann Weingärtner | Gimnastyka    | ćwiczenia na poręczach drużynowo | NO                                                                                           | 9 kwietnia  |
| Złoto  | Conrad Böcker Alfred Flatow Gustav Flatow Georg Hillmar Fritz Hofmann Fritz Manteuffel Karl Neukirch Richard Röstel Gustav Schuft Carl Schuhmann Hermann Weingärtner | Gimnastyka    | ćwiczenia na drążku drużynowo    | NO                                                                                           | 9 kwietnia  |
| Złoto  | Hermann Weingärtner | Gimnastyka    | ćwiczenie na drążku              | NO                                                                                           | 9 kwietnia  |
| Złoto  | Alfred Flatow | Gimnastyka    | ćwiczenie na poręczach           | NO                                                                                           | 10 kwietnia |
| Złoto  | Carl Schuhmann | Zapasy        | -                                | W finale pokonał reprezentanta Grecji Jeorjosa Tsitasa                                       | 11 kwietnia |
| Złoto  | Friedrich Traun John Pius Boland | Tenis ziemny  | gra podwójna                     | W finale pokonali reprezentantów Grecji Dimitriosa Petrokokinosa i Dimitriosa Kasdaglisa 2:1 | 11 kwietnia |
| Srebro | Alfred Flatow | Gimnastyka    | ćwiczenie na drążku              | NO                                                                                           | 9 kwietnia  |
| Srebro | Hermann Weingärtner | Gimnastyka    | ćwiczenia na koniu z łękami      | NO                                                                                           | 9 kwietnia  |
| Srebro | Hermann Weingärtner | Gimnastyka    | ćwiczenia na kółkach             | NO                                                                                           | 9 kwietnia  |
| Srebro | Fritz Hofmann | Lekkoatletyka | bieg na 100 m                    | 12,2                                                                                         | 10 kwietnia |
| Srebro | August von Gödrich | Kolarstwo     | wyścig drogowy                   | 3:42:18                                                                                      | 12 kwietnia |
| Brąz   | Hermann Weingärtner | Gimnastyka    | skok przez konia                 | NO                                                                                           | 9 kwietnia  |
| Brąz   | Fritz Hofmann | Gimnastyka    | wspinaczka po linie              | NO                                                                                           | 10 kwietnia |

## Reprezentanci

### Gimnastyka

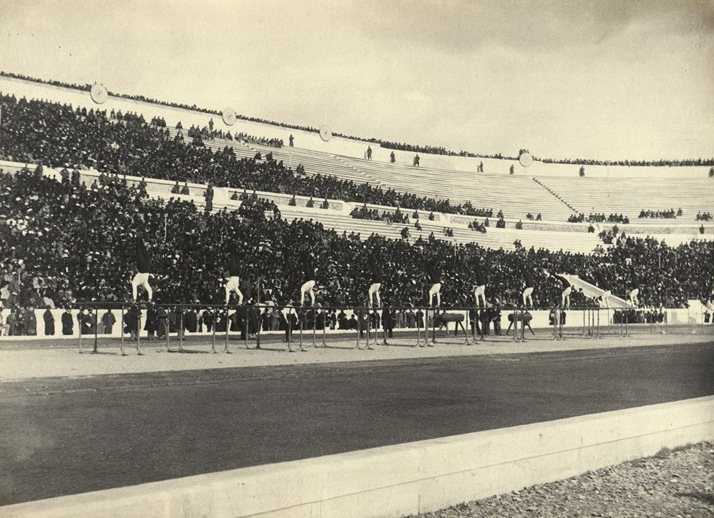
Niemiecki zespół w zawodach drużynowych w ćwiczeniach na poręczach

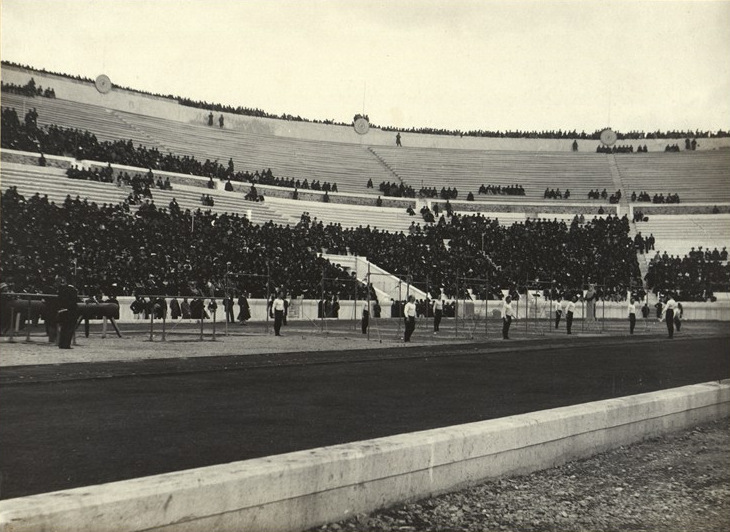
Niemiecki zespół w zawodach drużynowych w ćwiczeniach na drążku

| Zawodnik            | Konkurencja                 | Finał    | Finał    | Finał    | Finał    | Finał    | Finał    | Finał  | Finał   |
| Zawodnik            | Konkurencja                 | Przyrząd | Przyrząd | Przyrząd | Przyrząd | Przyrząd | Przyrząd | Razem  | Miejsce |
| Zawodnik            | Konkurencja                 | HB       | PB       | PH       | R        | RC       | V        | Razem  | Miejsce |
| ------------------- | --------------------------- | -------- | -------- | -------- | -------- | -------- | -------- | ------ | ------- |
| Hermann Weingärtner | ćwiczenia na drążku         | NO       | —        | —        | —        | —        | —        | NO     | złoto   |
| Hermann Weingärtner | ćwiczenia na poręczach      | —        | NO       | —        | —        | —        | —        | NO     | NO      |
| Hermann Weingärtner | ćwiczenia na koniu z łękami | —        | —        | NO       | —        | —        | —        | NO     | srebro  |
| Hermann Weingärtner | ćwiczenia na kółkach        | —        | —        | —        | NO       | —        | —        | NO     | srebro  |
| Hermann Weingärtner | skok przez konia            | —        | —        | —        | —        | —        | NO       | NO     | brąz    |
| Alfred Flatow       | ćwiczenia na drążku         | NO       | —        | —        | —        | —        | —        | NO     | srebro  |
| Alfred Flatow       | ćwiczenia na poręczach      | —        | NO       | —        | —        | —        | —        | NO     | złoto   |
| Alfred Flatow       | ćwiczenia na koniu z łękami | —        | —        | NO       | —        | —        | —        | NO     | NO      |
| Alfred Flatow       | ćwiczenia na kółkach        | —        | —        | —        | NO       | —        | —        | NO     | NO      |
| Alfred Flatow       | skok przez konia            | —        | —        | —        | —        | —        | NO       | NO     | NO      |
| Carl Schuhmann      | ćwiczenia na drążku         | NO       | —        | —        | —        | —        | —        | NO     | NO      |
| Carl Schuhmann      | ćwiczenia na poręczach      | —        | NO       | —        | —        | —        | —        | NO     | NO      |
| Carl Schuhmann      | ćwiczenia na koniu z łękami | —        | —        | NO       | —        | —        | —        | NO     | NO      |
| Carl Schuhmann      | ćwiczenia na kółkach        | —        | —        | —        | NO       | —        | —        | NO     | 5.      |
| Carl Schuhmann      | skok przez konia            | —        | —        | —        | —        | —        | NO       | NO     | złoto   |
| Conrad Böcker       | ćwiczenia na drążku         | NO       | —        | —        | —        | —        | —        | NO     | NO      |
| Conrad Böcker       | ćwiczenia na poręczach      | —        | NO       | —        | —        | —        | —        | NO     | NO      |
| Conrad Böcker       | ćwiczenia na koniu z łękami | —        | —        | NO       | —        | —        | —        | NO     | NO      |
| Conrad Böcker       | ćwiczenia na kółkach        | —        | —        | —        | NO       | —        | —        | NO     | NO      |
| Conrad Böcker       | skok przez konia            | —        | —        | —        | —        | —        | NO       | NO     | NO      |
| Gustav Flatow       | ćwiczenia na drążku         | NO       | —        | —        | —        | —        | —        | NO     | NO      |
| Gustav Flatow       | ćwiczenia na poręczach      | —        | NO       | —        | —        | —        | —        | NO     | NO      |
| Gustav Flatow       | ćwiczenia na koniu z łękami | —        | —        | NO       | —        | —        | —        | NO     | NO      |
| Gustav Flatow       | ćwiczenia na kółkach        | —        | —        | —        | NO       | —        | —        | NO     | NO      |
| Gustav Flatow       | skok przez konia            | —        | —        | —        | —        | —        | NO       | NO     | NO      |
| Georg Hillmar       | ćwiczenia na drążku         | NO       | —        | —        | —        | —        | —        | NO     | NO      |
| Georg Hillmar       | ćwiczenia na poręczach      | —        | NO       | —        | —        | —        | —        | NO     | NO      |
| Georg Hillmar       | ćwiczenia na koniu z łękami | —        | —        | NO       | —        | —        | —        | NO     | NO      |
| Georg Hillmar       | skok przez konia            | —        | —        | —        | —        | —        | NO       | NO     | NO      |
| Fritz Manteuffel    | ćwiczenia na drążku         | NO       | —        | —        | —        | —        | —        | NO     | NO      |
| Fritz Manteuffel    | ćwiczenia na poręczach      | —        | NO       | —        | —        | —        | —        | NO     | NO      |
| Fritz Manteuffel    | ćwiczenia na koniu z łękami | —        | —        | NO       | —        | —        | —        | NO     | NO      |
| Fritz Manteuffel    | skok przez konia            | —        | —        | —        | —        | —        | NO       | NO     | NO      |
| Karl Neukirch       | ćwiczenia na drążku         | NO       | —        | —        | —        | —        | —        | NO     | NO      |
| Karl Neukirch       | ćwiczenia na poręczach      | —        | NO       | —        | —        | —        | —        | NO     | NO      |
| Karl Neukirch       | ćwiczenia na koniu z łękami | —        | —        | NO       | —        | —        | —        | NO     | NO      |
| Karl Neukirch       | skok przez konia            | —        | —        | —        | —        | —        | NO       | NO     | NO      |
| Richard Röstel      | ćwiczenia na drążku         | NO       | —        | —        | —        | —        | —        | NO     | NO      |
| Richard Röstel      | ćwiczenia na poręczach      | —        | NO       | —        | —        | —        | —        | NO     | NO      |
| Richard Röstel      | ćwiczenia na koniu z łękami | —        | —        | NO       | —        | —        | —        | NO     | NO      |
| Richard Röstel      | skok przez konia            | —        | —        | —        | —        | —        | NO       | NO     | NO      |
| Gustav Schuft       | ćwiczenia na drążku         | NO       | —        | —        | —        | —        | —        | NO     | NO      |
| Gustav Schuft       | ćwiczenia na poręczach      | —        | NO       | —        | —        | —        | —        | NO     | NO      |
| Gustav Schuft       | ćwiczenia na koniu z łękami | —        | —        | NO       | —        | —        | —        | NO     | NO      |
| Gustav Schuft       | skok przez konia            | —        | —        | —        | —        | —        | NO       | NO     | NO      |
| Fritz Hofmann       | wspinaczka po linie         | —        | —        | —        | —        | 12,5 m   | —        | 12,5 m | brąz    |

| Zawodnicy | Konkurencja                      | Finał | Finał | Finał   |
| Zawodnicy | Konkurencja                      | Wynik | Razem | Miejsce |
| --- | -------------------------------- | ----- | ----- | ------- |
| Conrad Böcker Alfred Flatow Gustav Flatow Georg Hillmar Fritz Hofmann Fritz Manteuffel Karl Neukirch Richard Röstel Gustav Schuft Carl Schuhmann Hermann Weingärtner | ćwiczenia na drążku drużynowo    | NO    | NO    | złoto   |
| Conrad Böcker Alfred Flatow Gustav Flatow Georg Hillmar Fritz Hofmann Fritz Manteuffel Karl Neukirch Richard Röstel Gustav Schuft Carl Schuhmann Hermann Weingärtner | ćwiczenia na poręczach drużynowo | NO    | NO    | złoto   |

### Kolarstwo
| Zawodnik            | Konkurencja                | Czas    | Pozycja |
| ------------------- | -------------------------- | ------- | ------- |
| Theodor Leupold     | jazda indywidualna na czas | 27 s.   | 5.      |
| Joseph Rosemeyer    | jazda indywidualna na czas | 27,2 s. | 7.      |
| Joseph Rosemeyer    | sprint                     | NO      | 4.      |
| Joseph Rosemeyer    | wyścig na 10 kilometrów    | NO      | 4.      |
| Joseph Welzenbacher | wyścig dwunastogodzinny    | DNF     | DNF     |
| August von Gödrich  | wyścig drogowy             | 3:42:18 | srebro  |
| Theodor Leupold     | wyścig na 100 kilometrów   | DNF     | DNF     |
| Joseph Rosemeyer    | wyścig na 100 kilometrów   | DNF     | DNF     |
| Bernard Knubel      | wyścig na 100 kilometrów   | DNF     | DNF     |
| Joseph Welzenbacher | wyścig na 100 kilometrów   | DNF     | DNF     |

### Lekkoatletyka
Konkurencje biegowe
| Zawodnik        | Konkurencja         | Eliminacje | Eliminacje | Finał  | Finał   |
| Zawodnik        | Konkurencja         | Wynik      | Miejsce    | Wynik  | Miejsce |
| --------------- | ------------------- | ---------- | ---------- | ------ | ------- |
| Friedrich Traun | 100 m               | (13,5)     | 3.         | NQ     | NQ      |
| Fritz Hofmann   | 100 m               | 12,6       | 2. Q       | 12,2   | srebro  |
| Kurt Dörry      | 100 m               | NO         | NO         | NQ     | NQ      |
| Kurt Dörry      | 400 m               | NO         | 3-4.       | NQ     | NQ      |
| Kurt Dörry      | 110 m przez płlotki | NO         | 3-4.       | NQ     | NQ      |
| Fritz Hofmann   | 400 m               | 58,6       | 2. Q       | (56,7) | 4.      |
| Friedrich Traun | 800 m               | (2:13.4)   | 3.         | NQ     | NQ      |
| Carl Galle      | 1500 m              | —          | —          | 4:39,0 | 4.      |

Konkurencje techniczne
| Zawodnik       | Konkurencja    | Finał | Finał   |
| Zawodnik       | Konkurencja    | Wynik | Miejsce |
| -------------- | -------------- | ----- | ------- |
| Fritz Hofmann  | skok wzwyż     | 1,55  | 5.      |
| Fritz Hofmann  | pchnięcie kulą | NO    | 5-7.    |
| Carl Schuhmann | pchnięcie kulą | NO    | 5-7.    |
| Carl Schuhmann | skok w dal     | NO    | 5-9.    |
| Carl Schuhmann | trójskok       | NO    | 5.      |
| Fritz Hofmann  | trójskok       | NO    | 6-7.    |

### Podnoszenie ciężarów
| Zawodnik       | Konkurencja | Finał | Finał   |
| Zawodnik       | Konkurencja | Wynik | Pozycja |
| -------------- | ----------- | ----- | ------- |
| Carl Schuhmann | oburącz     | 90 kg | 4.      |

### Tenis ziemny
| Zawodnik                         | Konkurencja    | 1 Runda          | Ćwierćfinały     | Półfinały        | Finał                                  | Finał         |
| Zawodnik                         | Konkurencja    | Przeciwnik Wynik | Przeciwnik Wynik | Przeciwnik Wynik | Przeciwnik Wynik                       | Pozycja       |
| -------------------------------- | -------------- | ---------------- | ---------------- | ---------------- | -------------------------------------- | ------------- |
| Friedrich Traun                  | gra pojedyncza | Boland P BD      | NQ               | NQ               | NQ                                     | Miejsca 8-13. |
| Friedrich Traun John Pius Boland | gra podwójna   | —                | Akratopulos W BD | BYE              | Kasdaglis Petrokokinos W 5:7, 6:3, 6:3 | złoto         |

### Zapasy
| Zawodnik       | Konkurencja    | Ćwierćfinał      | Półfinał         | Finał            | Finał   |
| Zawodnik       | Konkurencja    | Przeciwnik Wynik | Przeciwnik Wynik | Przeciwnik Wynik | Pozycja |
| -------------- | -------------- | ---------------- | ---------------- | ---------------- | ------- |
| Carl Schuhmann | styl klasyczny | Elliot W         | BYE              | Tsitas W         | złoto   |